# Flaga Rothenklempenowa
Flaga Rothenklempenowa – flaga gminy Rothenklempenow. Flaga została zaprojektowana przez heraldyka Heinza Kippnicka ze Schwerina i 26 listopada 1999 została zatwierdzona przez Ministerstwo Spraw Wewnętrznych (Bundesministerium des Innern, für Bau und Heimat).

## Wygląd i symbolika
prostokątny, zielony płat tkaniny o proporcji szerokości do długości 3:5, z dwoma pionowymi żółtymi pasami na obu skrajach. Od lewej:
- żółty pas o szerokości 1/4 długości płata
- zielony pas o szerokości 1/2
- żółty pas o szerokości 1/4

Pośrodku flagi na zielonym pasie umieszczony jest herb Rothenklempenowa. Herb zajmuje 2/3 wysokości flagi oraz 1/3 jej długości. 